# 謝明智
謝明智（1978年11月7日—），英文名Miki，2004年進入中國電視公司新聞部，現任中視新聞日文編譯。

## 學歷
- 日本兵庫教育大學碩士
- 東吳大學日文系

## 經歷
- 中視新聞台日文新聞主播
- 中視《樂活一週》女主持人（部分集數搭檔男主持人何勁松）
- 中視新聞假日主播